# Geordy Monfils
Geordy Monfils (12 gennaio 1989) è un attore e regista belga.

## Biografia
Geordy Monfils è nato il 12 gennaio 1989 in Belgio.
Ha esordito come attore nel 1998 recitando in un episodio della serie Avocats & associés. L'anno seguente ha recitato nel suo primo film cinematografico, L'ami du jardin. Tra gli altri film da lui interpreti vanno ricordati Cacciatore di teste (2005), Anna M. (2007), Les liens du sang (2008) e Un soir au club (2009).
Ha recitato anche in diverse serie televisive come Louis Page, Suor Therese, Sulle tracce del crimine e Julie Lescaut.
Dal 2013 ha abbandonato la carriera di attore per intraprendere quella di regista di video musicali.

## Filmografia

### Attore

#### Cinema
- L'ami du jardin, regia di Jean-Louis Bouchaud (1999)
- Un bon flic, regia di Olivier Marchal - cortometraggio (1999)
- Mon frère, regia di Matthias Fégyvères - cortometraggio (1999)
- Ina, regia di Paul Raoux - cortometraggio (1999)
- L'origine du monde, regia di Jérôme Enrico (2001)
- Cacciatore di teste (Le couperet), regia di Costa-Gavras (2005)
- Anna M., regia di Michel Spinosa (2007)
- Les liens du sang, regia di Jacques Maillot (2008)
- La différence, c'est que c'est pas pareil, regia di Pascal Laëthier (2009)
- Un soir au club, regia di Jean Achache (2009)
- Boys Band Theorie, regia di Christophe Charrier - cortometraggio (2013)

#### Televisione
- Avocats & associés – serie TV, 1 episodio (1998)
- Erreur médicale, regia di Laurent Carcélès – film TV (1999)
- L'emmerdeuse – serie TV, 1 episodio (2001)
- Père et maire – serie TV, 1 episodio (2002)
- La tranchée des espoirs, regia di Jean-Louis Lorenzi – film TV (2003)
- Louis Page – serie TV, 1 episodio (2003)
- Les Thibault – miniserie TV (2003)
- Le cri, regia di Hervé Baslé – miniserie TV (2006)
- Boulevard du Palais – serie TV, 1 episodio (2008)
- Suor Therese – serie TV, 1 episodio (2009)
- Sulle tracce del crimine (Section de recherches) – serie TV, 1 episodio (2011)
- Julie Lescaut – serie TV, 1 episodio (2011)

### Regista
- Jazzy Bazz: El Presidente – cortometraggio (2018) Uscito in home video
- Jazzy Bazz: Leticia – cortometraggio (2018) Uscito in home video
- Jazzy Bazz Feat. Nekfeu: Éternité – cortometraggio (2018) Uscito in home video
- Jazzy Bazz: Cinq heures du matin – cortometraggio (2019) Uscito in home video
- Lucienne mange une auto – cortometraggio (2019)
- Kenzo: Hero – cortometraggio (2019) Uscito in home video
- Jazzy Bazz: Benny Blanco – cortometraggio (2020) Uscito in home video

### Sceneggiatore
- Lucienne mange une auto – cortometraggio (2019)